# Khu Southwark của Luân Đôn
Khu Southwark của Luân Đôn (tiếng Anh: London Borough of Southwark) là một khu tự quản Luân Đôn nằm ở đông nam Luân Đôn, Anh, ngay bờ nam của sông Thames và Thành phố Luân Đôn, tạo thành một phần của Nội Luân Đôn. Theo thống kê 2001, dân số là 244.866 người, trong đó 63% là người da trắng. Nơi dây có các cây cầu nổi tiếng nối vào Thủ đô Luân Đôn như cầu Tower, cầu Thiên niên kỷ, cầu Blackfriars, cầu Southwark và cầu Luân Đôn.

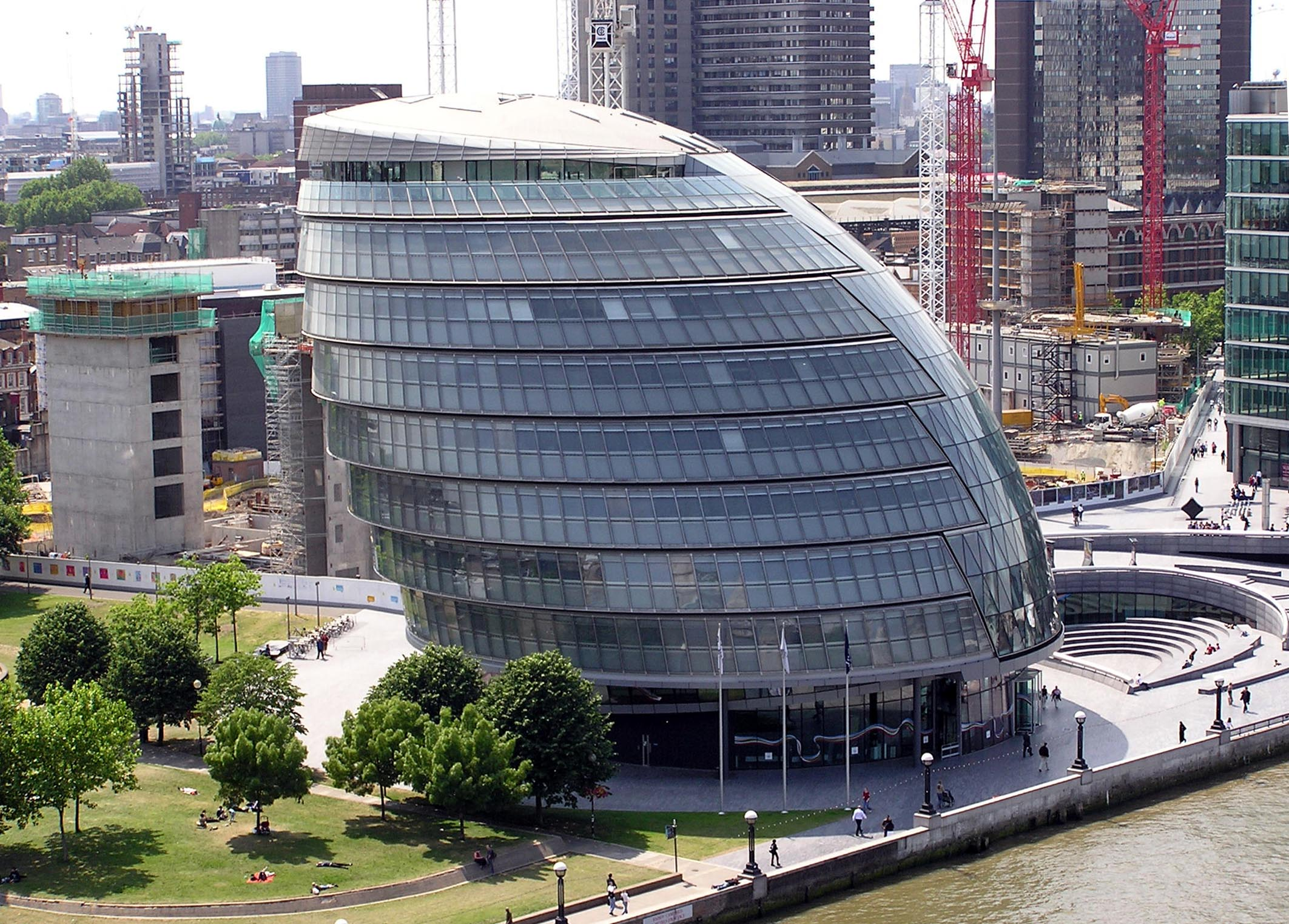
Trụ sở chính quyền Đại Luân Đôn nhìn từ cầu Tower

Southwark là đô thị song đôi với Langenhagen của Đức, Clichy của Pháp và Cambridge của Hoa Kỳ.

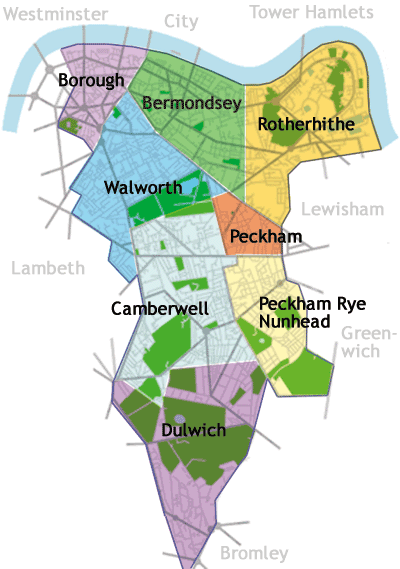
Các khu vực tại Southwark